# Paco Osuna
Paco Osuna (Barcelona, 1974) es un disc jockey español conocido por su larga carrera, centrada principalmente en Ibiza. Su estancia en la isla comenzó con una residencia en la discoteca Amnesia, en 1999, y con alrededor de tres décadas en el sector, es una de las figuras más prominentes del Djing español. Entre sus gustos musicales destacan el techno y el house.
En 2003 fundó su propio sello discográfico, Shake Records, refundado en 2006 como Mind Shake.

## Biografía
Francisco Osuna Pérez nació en Barcelona el 8 de junio de 1974. Tras hacer el servicio militar en 1994, decidió meterse en el mundo del DJing. Se inició en Valencia, ciudad por aquél entonces conocida por el Bakalao, y allí estuvo pinchó en varias salas, como ACTV, Puzzle o Heaven. En 1999, es llamado por el dueño de Amnesia, Martín Ferrer, para iniciar una residencia en el club ibicenco, y en verano de ese año se muda a la isla. Posteriormente, pasó por las salas de varios clubs famosos. Sus grandes inspiraciones fueron Raúl Orellana, Richie Hawtin y Franceso Farfa. Durante su carrera ha colaborado con DJs como Carl Cox, Sven Väth, The Martinez Brothers, elrow o Pascal FEOS, y conoció a Marco Carola, uno de sus grandes amigos hasta la actualidad. Ha sido residente del festival neerlandés Dance Valley, y en los últimos años se ha destacado por su residencia en Hï Ibiza. Además de la música, su otra pasión es la cocina.

## Discografía
LPs
- 2008 - Orbeat (Plus 8 Records)
- 2009 - Lemon Juice (Plus 8 Records)
- 2014 - Long Play (M_nus)

EPs
- 2003 - Atome (Analytic Trail)
- 2004 - Conexion (Zenit)
- 2004 -  La Familia (Orion Muzik), con Danilo Vigorito
- 2007 - Crazy (Plus 8 Records)
- 2010 - Amigos (Plus 8 Records)
- 2011 - Four (Plus 8 Records)
- 2012 - Amigos, Pt. 2 (Plus 8 Records)
- 2020 - Brain Bells (Mindshake Records)
- 2022 - Groove Bass (Mindshake Records)
- 2023 - The Key (Mindshake Records)

Singles
- 2004 - Body League (Shake Records), con Davide Squillace
- 2005 - The Return Of The Famiglia (Shake Records), con Danilo Vigorito
- 2007 - Freak vs. Gostoso (DJ Center Records, WoW! Records)
- 2008 - Twins (Unpolite Records)
- 2006 - Move / Rin Haaa (Mindshake Records)
- 2008 - Just Two / It Wasn't True (Mindshake Records), con Paul Ritch
- 2015 - Roger & Roger Bases (Lucas Records)
- 2022 - Samba Drone (Stride)
- 2023 - Don't Look Back (Mindshake Records)
- 2024 - Lets Kick It (Mindshake Records)

Remixes
- 2005 - Mindacid (Mindshake Records)
- 2005 - Noisemusic 008 (Noise Music), con Anderson Noise
- 2007 - Tornado (Zenit)
- 2020 - Crazy Circus (de Matthias Tanzmann)
- 2023 - Un Poquito (de Miguelle & Tons)
- 2023 - Apaga La Luz (de Tony Touch)

Recopilation mixes & Compilations
- 2001 - Amnesia Ibiza Underground - Sessions Vol. One (Providence Music Group)
- 2002 - Salón De Mezclas Vol. 2 (Serial Killer Vinyl)
- 2002 - Various Amnesia Ibiza: Get Into... Summer (DJ Center Records)
- 2003 - Amnesia Ibiza Underground #3 - Sessions Vol Six (DJ Center Records, Fifty Five), con Mar-T
- 2004 - Amnesia Ibiza Underground #4 - Sessions Vol Nine (DJ Center Records, Fifty Five), con Mar-T

## Reconocimientos
- Mejor Artista y Mejor DJ de Techno en los Vicious Awards ediciones 2011, 2012 y 2013.
- Mejor Productor y Mejor Remix: Plastikman-Ethnik por DJ Mag, 2011.
- Nominado a mejor artista de techno en los DJ Awards 2014.